# (5466) Makibi
(5466) Makibi es un asteroide perteneciente al cinturón de asteroides descubierto el 30 de noviembre de 1986 por Hiroki Kosai y su compañero astrónomo Kiichirō Furukawa desde el Observatorio Kiso, Monte Ontake, Japón.

## Designación y nombre
Designado provisionalmente como 1986 WP8. Fue nombrado Makibi en homenaje a Kibi-no Makibi (695-775), erudito y estadista japonés que viajó a China en el 717 para estudiar a la dinastía T'ang China. A su regreso a Japón 17 años más tarde, presentó muchos libros en varios campos (incluido astronomía y topografía) al gobierno japonés e introdujo la tecnología china en Japón. Posteriormente ejerció como embajador en China y también logró el alto cargo de ministro.

## Características orbitales
Makibi está situado a una distancia media del Sol de 3,105 ua, pudiendo alejarse hasta 3,527 ua y acercarse hasta 2,683 ua. Su excentricidad es 0,136 y la inclinación orbital 2,130 grados. Emplea 1998,94 días en completar una órbita alrededor del Sol.

## Características físicas
La magnitud absoluta de Makibi es 13. Tiene 8,878 km de diámetro y su albedo se estima en 0,153. 